# Major League Soccer 2012
Navigation
Édition précédente Édition suivante
La Major League Soccer 2012 est la 17e saison de la Major League Soccer, le championnat professionnel de soccer d'Amérique du Nord. L'Impact de Montréal rejoint la MLS qui passe donc de 18 à 19 franchises.
Quatre places qualificatives pour la Ligue des champions de la CONCACAF 2013-2014 sont attribuées au vainqueur du Supporters' Shield, aux finalistes du championnat et au vainqueur de la Coupe des États-Unis de soccer.
La saison régulière débute le samedi 10 mars et se termine le 28 octobre. Les séries éliminatoires ont eu lieu dans la foulée.

## Changements par rapport à 2011

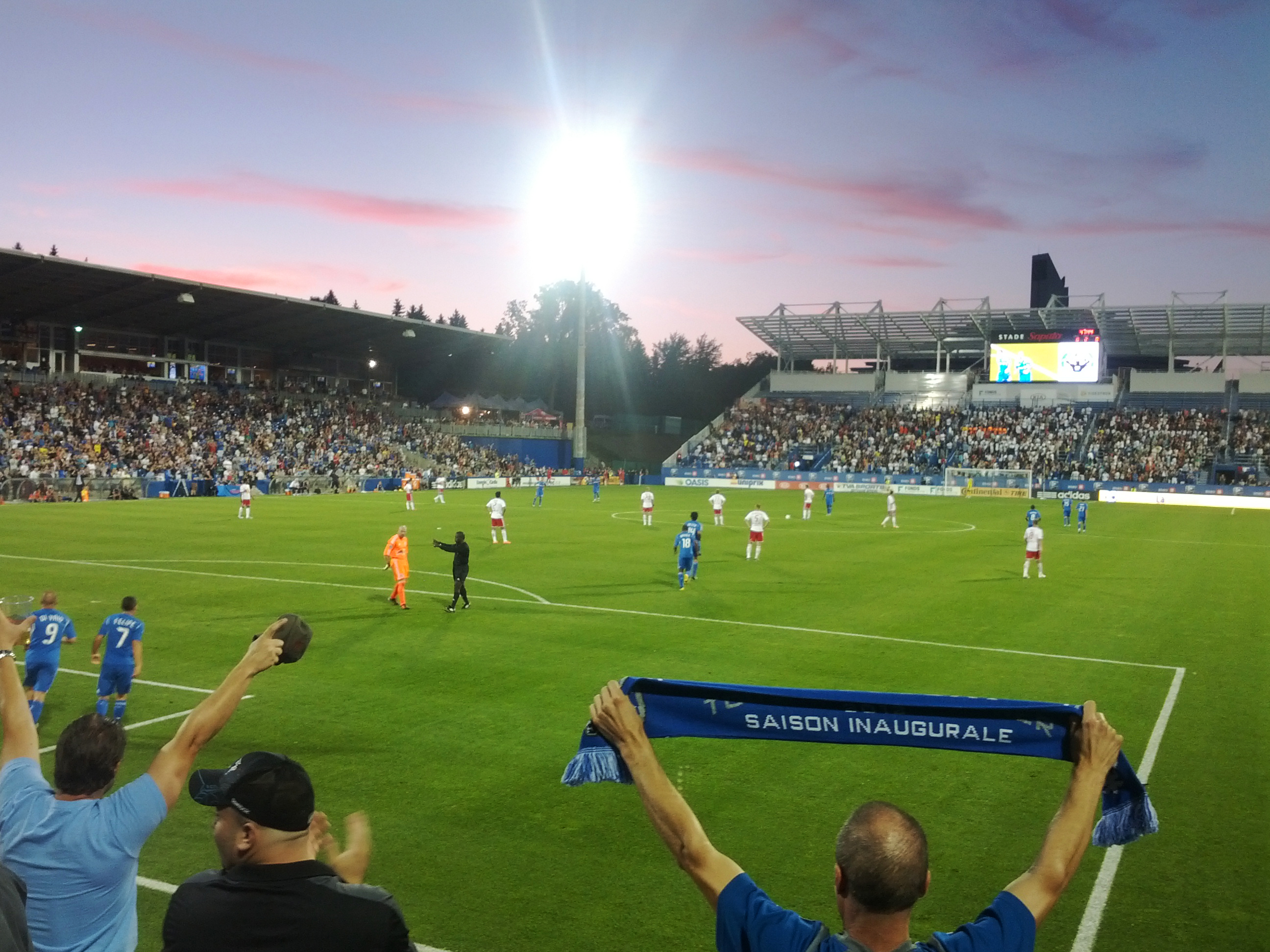
L'Impact de Montréal à sa saison inaugurale en MLS.

La saison 2012 de la MLS voit plusieurs changements significatifs sur et hors du terrain par rapport à 2011:
- L'Impact de Montréal, ancien club de NASL rejoint la MLS et devient la 10e équipe de la Conférence Est, la Conférence Ouest restant à 9 équipes.
- Chacune des 19 équipes jouent 34 matchs en saison régulière. Le calendrier a un nouveau format, c'est-à-dire que toutes les équipes ne se rencontrent pas le même de nombre de fois au cours de la saison[2]. Les clubs de la Conférence Ouest jouent trois fois contre chaque équipe de la conférence, mais ne jouent qu'un match contre chaque club de la Conférence Est. Pour leur part les clubs de la Conférence Est joueront sept de leurs rivaux de conférence à trois reprises, les deux autres rivaux de conférence de deux fois, et chaque club de la Conférence Ouest une fois.
- Les éliminatoires de la Coupe MLS changent également :
  - La possibilité de cross-overs (à savoir des équipes jouant dans des conférences opposées) n'existe plus[2].
  - Les cinq premiers clubs de chaque conférence se qualifient pour les séries éliminatoires[2].
  - Les équipes finissant au 4e et au 5e rang dans chaque conférence s'affrontent dans un match éliminatoire. L'équipe gagnante affrontant en demi-finales de conférence, le premier de sa conférence[2].
  - Les demi-finales et la finale de conférence se disputent sous forme d'aller-retour (la finale de conférence se disputait jusqu'alors sur un seul match)[2].
  - La MLS Cup ne sera plus tenue à un endroit prédéterminé neutre, mais se disputera chez l'équipe ayant le meilleur bilan de la phase régulière[2].
- La règle du joueur désigné change également. À partir de cette saison, la charge du plafond salarial pour les joueurs internationaux désignés (pas de joueurs des États-Unis ou du Canada) dépendra de l'âge des joueurs:
  - 20 ans et moins : 150 000 $
  - 21 à 23 ans :  200 000 $
  - Plus de 23 ans : 335 000 $ (le même que 2011)

## Les 19 franchises participantes

### Carte
| Fire de Chicago Chivas USA Rapids du · Colorado Crew de · Columbus D.C. United FC Dallas Wizards de · Kansas City Dynamo de Houston Galaxy de Los Angeles Revolution de la · Nouvelle-Angleterre Red Bulls de New York Earthquakes · de San José Real Salt Lake Toronto FC Sounders FC de Seattle Union de Philadelphie Timbers de Portland Whitecaps de Vancouver Impact de Montréal |

| Association de l'Ouest - Chivas USA - Rapids du Colorado - FC Dallas - Galaxy de Los Angeles - Timbers de Portland - Real Salt Lake - Earthquakes de San José - Sounders FC de Seattle - Whitecaps de Vancouver | Association de l'Est - Fire de Chicago - Crew de Columbus - D.C. United - Dynamo de Houston - Sporting de Kansas City - Impact de Montréal (N) - Revolution de la Nouvelle-Angleterre - Red Bulls de New York - Union de Philadelphie - Toronto FC |

### Stades
| Fire de Chicago | Chivas USA            | Rapids du Colorado         | Crew de Columbus      | D.C. United     |
| --------------- | --------------------- | -------------------------- | --------------------- | --------------- |
| Toyota Park     | The Home Depot Center | Dick's Sporting Goods Park | Columbus Crew Stadium | RFK Stadium     |
| Capacité:20 000 | Capacité:27 000       | Capacité:19 680            | Capacité:20 455       | Capacité:45 596 |
|                 |                       |                            |                       |                 |

| FC Dallas         | Dynamo de Houston    | Galaxy de Los Angeles | Impact de Montréal | Revolution de la Nouvelle-Angleterre |
| ----------------- | -------------------- | --------------------- | ------------------ | ------------------------------------ |
| FC Dallas Stadium | BBVA Compass Stadium | The Home Depot Center | Stade Saputo       | Gillette Stadium                     |
| Capacité:21 193   | Capacité:22 000      | Capacité:27 000       | Capacité:20 341    | Capacité:68 000                      |
|                   |                      |                       |                    |                                      |

| New York Red Bulls | Union de Philadelphie | Timbers de Portland | Real Salt Lake    | Earthquakes de San José |
| ------------------ | --------------------- | ------------------- | ----------------- | ----------------------- |
| Red Bull Arena     | PPL Park              | Jeld-Wen Field      | Rio Tinto Stadium | Buck Shaw Stadium       |
| Capacité:25 189    | Capacité:18 500       | Capacité:20 323     | Capacité:20 008   | Capacité:10 300         |
|                    |                       |                     |                   |                         |

| Sounders FC de Seattle | Sporting de Kansas City  | Toronto FC      | Whitecaps de Vancouver |
| ---------------------- | ------------------------ | --------------- | ---------------------- |
| CenturyLink Field      | Livestrong Sporting Park | BMO Field       | BC Place               |
| Capacité:38 500        | Capacité:18 467          | Capacité:23 000 | Capacité:21 000        |
|                        |                          |                 |                        |

### Entraîneurs et capitaines
Durant l'intersaison, Frank Klopas qui avait fini la fin de saison précédente en intérim au Fire de Chicago est confirmé en tant qu'en entraîneur. Gary Smith n'est pas prolongé au Rapids du Colorado. Il est remplacé par Óscar Pareja. Au Revolution de la Nouvelle-Angleterre, Steve Nicol part par consentement mutuel. Il est remplacé par Jay Heaps. Martin Rennie entraîneur des Whitecaps de Vancouver nommé en août 2011, entraîne le club à partir de cette saison après l'intérim de fin de saison dernière de Tom Soehn.
| Équipe                               | Entraîneur                                          | Capitaine                  |
| ------------------------------------ | --------------------------------------------------- | -------------------------- |
| Fire de Chicago                      | Frank Klopas                                        | Logan Pause                |
| Chivas USA                           | Robin Fraser                                        | Juan Pablo Ángel           |
| Rapids du Colorado                   | Óscar Pareja                                        | Pablo Mastroeni            |
| Crew de Columbus                     | Robert Warzycha                                     | Chad Marshall              |
| D.C. United                          | Ben Olsen                                           | Dwayne De Rosario          |
| FC Dallas                            | Schellas Hyndman                                    | Ugo Ihemelu                |
| Dynamo de Houston                    | Dominic Kinnear                                     | Brian Ching                |
| L.A. Galaxy                          | Bruce Arena                                         | Landon Donovan             |
| Impact de Montréal                   | Jesse Marsch                                        | Davy Arnaud                |
| Revolution de la Nouvelle-Angleterre | Jay Heaps                                           | Shalrie Joseph Matt Reis   |
| New York Red Bulls                   | Hans Backe                                          | Thierry Henry              |
| Union de Philadelphie                | Piotr Nowak John Hackworth (13/06/2012)             | Danny Califf Carlos Valdez |
| Timbers de Portland                  | John Spencer (09/07/2012) Gavin Wilkinson (intérim) | Jack Jewsbury              |
| Real Salt Lake                       | Jason Kreis                                         | Kyle Beckerman             |
| Earthquakes de San José              | Frank Yallop                                        | Ramiro Corrales            |
| Sounders FC de Seattle               | Sigi Schmid                                         | Mauro Rosales              |
| Sporting de Kansas City              | Peter Vermes                                        | Jimmy Nielsen              |
| Toronto FC                           | Aron Winter Paul Mariner (07/06/2012)               | Torsten Frings             |
| Whitecaps de Vancouver               | Martin Rennie (en)                                  | Jay DeMerit                |

## Format de la compétition
- Les 19 équipes sont réparties en 2 conférences : Conférence Ouest (9 équipes) et la Conférence Est (10 équipes).
- Toutes les équipes disputent 34 rencontres dans un format non balancé plaçant une plus grande importance aux matchs entre les équipes d'une même Conférence[14]. Les rencontres se répartissent comme suit :
  - Conférence Ouest :
    - 3 matchs (deux à domicile et un à l'extérieur) contre quatre équipes de sa conférence
    - 3 matchs (un à domicile et deux à l'extérieur) contre quatre équipes de sa conférence
    - 1 match à domicile contre cinq équipes de la conférence Est
    - 1 match à l'extérieur contre cinq équipes de la conférence Est

  - Conférence Est :
    - 3 matchs (deux à domicile et un à l'extérieur) contre trois ou quatre équipes de sa conférence
    - 3 matchs (un à domicile et deux à l'extérieur) contre quatre ou trois équipes de sa conférence
    - 2 matchs (un à domicile et un à l'extérieur) contre deux équipes de sa conférence
    - 1 match à domicile contre cinq ou quatre équipes de la conférence Ouest
    - 1 match à l'extérieur contre quatre ou cinq équipes de la conférence Ouest
- Les 3 meilleures équipes de chaque conférence sont qualifiées pour les demi-finales de conférences. Les équipes finissant au 4e et au 5e rang dans chaque conférence s'affrontent dans un match éliminatoire. L'équipe gagnante affrontera en demi-finales de conférence, le premier de sa conférence.
- En cas d'égalité, les critères suivants départagent les équipes :

1. Nombre de buts marqués
2. Différence de buts générale
3. Classement du fair-play
4. Nombre de buts marqués à l'extérieur
5. Différence de buts à l'extérieur
6. Tirage à la pièce

## Saison régulière

### Classements des conférences Ouest et Est
| Rang | Équipe                  | Pts | J  | G  | N  | P  | Bp | Bc | Diff |
| ---- | ----------------------- | --- | -- | -- | -- | -- | -- | -- | ---- |
| 1    | Earthquakes de San José | 66  | 34 | 19 | 9  | 6  | 72 | 43 | +29  |
| 2    | Real Salt Lake          | 57  | 34 | 17 | 6  | 11 | 46 | 35 | +11  |
| 3    | Sounders FC de Seattle  | 56  | 34 | 15 | 11 | 8  | 51 | 33 | +18  |
| 4    | Galaxy de Los Angeles   | 54  | 34 | 16 | 6  | 12 | 59 | 47 | +12  |
| 5    | Whitecaps de Vancouver  | 43  | 34 | 11 | 10 | 13 | 35 | 41 | -6   |
| 6    | FC Dallas               | 39  | 34 | 9  | 12 | 13 | 42 | 47 | -5   |
| 7    | Rapids du Colorado      | 37  | 34 | 11 | 4  | 19 | 44 | 50 | -6   |
| 8    | Timbers de Portland     | 34  | 34 | 8  | 10 | 16 | 34 | 56 | -22  |
| 9    | Chivas USA              | 30  | 34 | 7  | 9  | 18 | 24 | 58 | -34  |

| Rang | Équipe                               | Pts | J  | G  | N  | P  | Bp | Bc | Diff |
| ---- | ------------------------------------ | --- | -- | -- | -- | -- | -- | -- | ---- |
| 1    | Sporting de Kansas City C            | 63  | 34 | 18 | 9  | 7  | 42 | 27 | +15  |
| 2    | D.C. United                          | 58  | 34 | 17 | 7  | 10 | 53 | 43 | +10  |
| 3    | Red Bulls de New York                | 57  | 34 | 16 | 9  | 9  | 57 | 46 | +11  |
| 4    | Fire de Chicago                      | 57  | 34 | 17 | 6  | 11 | 46 | 41 | +5   |
| 5    | Dynamo de Houston                    | 53  | 34 | 14 | 11 | 9  | 48 | 41 | +7   |
| 6    | Crew de Columbus                     | 52  | 34 | 15 | 7  | 12 | 44 | 44 | 0    |
| 7    | Impact de Montréal                   | 42  | 34 | 12 | 6  | 16 | 45 | 51 | -6   |
| 8    | Union de Philadelphie                | 36  | 34 | 10 | 6  | 18 | 37 | 45 | -8   |
| 9    | Revolution de la Nouvelle-Angleterre | 35  | 34 | 9  | 8  | 17 | 39 | 44 | -5   |
| 10   | Toronto FC                           | 23  | 34 | 5  | 8  | 21 | 36 | 62 | -26  |

- MLS Supporters' Shield, et qualifications automatiques pour les séries éliminatoires et la Ligue des champions de la CONCACAF 2013-2014
- Qualification directe pour les séries éliminatoires
- Qualification pour les barrages

T : Tenant du titre

C : Vainqueur de la Coupe des États-Unis de soccer 2012 et qualification pour la Ligue des champions de la CONCACAF 2013-2014

### Résultats
Source : mlssoccer.com

#### Matchs inter-conférences
| Résultats (▼dom., ►ext.)                                   | CHIC | CHIV | COLO | COLU | DCU | FCD | HOU | LA  | MON | N.-A. | NY  | PHI | POR | RSL | SJ  | SEA | SPO | TOR | VAN |
| Fire de Chicago                                            |      |      |      |      |     | 2-1 |     | 0-2 |     |       |     |     |     | 0-0 |     | 1-2 |     |     | 1-0 |
| C.D. Chivas USA                                            | 1-2  |      |      |      |     |     | 0-1 |     | 2-1 |       |     | 0-1 |     |     |     |     | 0-1 |     |     |
| Rapids du Colorado                                         | 2-0  |      |      | 2-0  |     |     | 2-0 |     | 3-2 |       |     |     |     |     |     |     | 2-2 |     |     |
| Crew de Columbus                                           |      | 1-0  |      |      |     | 2-1 |     | 1-1 |     |       |     |     |     | 2-0 |     |     |     |     | 0-1 |
| D.C. United                                                |      | 1-0  | 2-0  |      |     | 4-1 |     |     |     |       |     |     |     |     |     | 0-0 |     |     |     |
| FC Dallas                                                  |      |      |      |      |     |     |     |     | 2-1 | 1-0   | 2-1 | 1-1 |     |     |     |     |     | 1-1 |     |
| Dynamo de Houston                                          |      |      |      |      |     | 2-1 |     | 2-1 |     |       |     |     | 0-0 | 1-0 |     |     |     |     |     |
| Galaxy de Los Angeles                                      |      |      |      |      | 3-1 |     |     |     |     | 1-3   | 0-1 | 1-2 |     |     |     |     |     | 4-2 |     |
| Impact de Montréal                                         |      |      |      |      |     |     |     | 1-1 |     |       |     |     | 2-0 |     | 3-1 | 4-1 |     |     |     |
| Revolution de la Nouvelle-Angleterre                       |      | 3-3  | 2-1  |      |     |     |     |     |     |       |     |     | 1-0 |     |     | 2-2 |     |     | 4-1 |
| Red Bulls de New York                                      |      | 1-1  | 4-1  |      |     |     |     |     |     |       |     |     | 3-2 |     | 2-2 | 2-2 |     |     |     |
| Union de Philadelphie                                      |      |      | 1-2  |      |     |     |     |     |     |       |     |     |     | 0-0 | 1-2 |     |     |     | 0-0 |
| Timbers de Portland                                        | 2-1  |      |      | 0-0  | 1-1 |     |     |     |     |       |     | 3-1 |     |     |     |     | 1-0 |     |     |
| Real Salt Lake                                             |      |      |      |      | 1-0 |     |     |     | 1-0 | 2-1   | 2-0 |     |     |     |     |     |     | 3-2 |     |
| Earthquakes de San José                                    | 1-1  |      |      | 1-1  | 5-3 |     | 0-1 |     |     | 1-0   |     |     |     |     |     |     |     |     |     |
| Sounders FC de Seattle                                     |      |      |      | 0-2  |     |     | 2-0 |     |     |       |     | 1-0 |     |     |     |     | 1-1 | 3-1 |     |
| Sporting de Kansas City                                    |      |      |      |      |     | 2-1 |     | 1-0 |     |       |     |     |     | 1-0 | 2-1 |     |     |     |     |
| Toronto FC                                                 |      | 0-1  | 2-1  |      |     |     |     |     |     |       |     |     | 2-2 |     | 0-3 |     |     |     | 3-2 |
| Whitecaps de Vancouver                                     |      |      |      |      | 0-0 |     | 3-1 |     | 2-0 |       | 1-1 |     |     |     |     |     | 1-3 |     |     |
| - Victoire à domicile - Match nul - Victoire à l'extérieur |      |      |      |      |     |     |     |     |     |       |     |     |     |     |     |     |     |     |     |

#### Matchs intra-conférences

##### Conférence Ouest
| Résultats (▼dom., ►ext.)                                   | CHIV | COLO | FCD | LA  | POR | RSL | SJ  | SEA | VAN | CHIV | COLO | FCD | LA  | POR | RSL | SJ  | SEA | VAN |
| C.D. Chivas USA                                            |      | 0-2  | 1-1 | 1-0 | 1-0 | 0-3 | 0-2 | 1-1 | 0-1 |      |      |     | 0-4 |     | 0-4 |     | 2-6 | 0-0 |
| Rapids du Colorado                                         | 4-0  |      | 1-2 | 1-2 | 3-0 | 1-0 | 1-2 | 1-2 | 0-1 | 1-1  |      |     | 1-1 | 3-0 |     | 1-4 |     |     |
| FC Dallas                                                  | 0-0  | 0-2  |     | 0-1 | 1-1 | 1-1 | 0-0 | 0-2 | 1-0 | 2-2  | 3-2  |     |     | 5-0 |     |     | 1-1 |     |
| Galaxy de Los Angeles                                      | 3-1  | 2-0  | 1-1 |     | 3-1 | 1-3 | 2-3 | 1-0 | 3-0 |      |      | 2-0 |     | 1-0 | 1-2 |     |     | 2-0 |
| Timbers de Portland                                        | 1-2  | 1-0  | 1-1 | 3-5 |     | 2-3 | 2-1 | 2-1 | 1-1 | 0-1  |      |     |     |     |     | 1-1 | 1-1 | 2-1 |
| Real Salt Lake                                             | 0-1  | 2-0  | 3-2 | 2-3 | 3-0 |     | 1-2 | 0-0 | 2-1 |      | 2-0  | 1-2 |     | 2-1 |     |     |     | 0-0 |
| Earthquakes de San José                                    | 1-1  | 4-1  | 2-1 | 4-3 | 2-2 | 3-1 |     | 2-1 | 3-1 | 4-0  |      | 3-3 | 2-2 |     | 5-0 |     |     |     |
| Sounders FC de Seattle                                     | 2-1  | 1-0  | 3-1 | 2-0 | 3-0 | 0-1 | 0-1 |     | 2-0 |      | 2-1  |     | 4-0 |     | 0-0 | 1-2 |     |     |
| Whitecaps de Vancouver                                     | 4-0  | 1-0  | 1-0 | 2-2 | 0-1 | 2-1 | 2-1 | 2-2 |     |      | 2-2  | 0-2 |     |     |     | 2-1 | 0-0 |     |
| - Victoire à domicile - Match nul - Victoire à l'extérieur |      |      |     |     |     |     |     |     |     |      |      |     |     |     |     |     |     |     |

##### Conférence Est
| Résultats (▼dom., ►ext.)                                   | CHIC | COLU | DCU | HOU | MON | N.-A. | NY  | PHI | SPO | TOR | CHIC | COLU | DCU | HOU | MON | N.-A. | NY  | PHI | SPO | TOR |
| Fire de Chicago                                            |      | 2-1  | 1-1 | 1-1 | 3-1 | 2-1   | 3-1 | 1-0 | 2-1 | 2-1 |      | 2-1  |     | 3-1 |     |       |     | 1-3 |     |     |
| Crew de Columbus                                           | 2-1  |      | 1-0 | 2-2 | 2-0 | 4-3   | 1-4 | 3-2 | 0-2 | 2-1 |      |      |     |     | 2-1 |       |     |     | 1-1 | 2-1 |
| D.C. United                                                | 4-2  | 1-0  |     | 3-2 | 1-1 | 3-2   | 4-1 | 1-1 | 0-1 | 3-1 |      | 3-2  |     |     | 3-0 | 2-1   | 2-2 |     |     |     |
| Dynamo de Houston                                          | 0-0  | 2-2  | 1-0 |     | 3-0 | 2-0   | 2-0 | 2-1 | 2-1 | 3-3 |      |      | 4-0 |     | 1-1 |       |     | 3-1 |     | 1-1 |
| Impact de Montréal                                         | 1-1  | 2-1  | 3-0 | 4-2 |     | 2-1   | 1-2 | 2-0 | 1-3 | 2-1 |      |      |     |     |     | 0-1   | 3-1 |     | 0-0 | 0-3 |
| Revolution de la Nouvelle-Angleterre                       | 2-0  | 0-0  | 1-2 | 2-2 | 0-1 |       | 2-0 | 0-0 | 0-1 | 0-1 | 1-0  | 2-0  |     |     |     |       | 1-1 |     |     |     |
| Red Bulls de New York                                      | 1-0  | 3-1  | 3-2 | 1-0 | 5-2 | 1-0   |     | 2-0 | 0-2 | 4-1 | 0-2  |      |     | 2-0 |     |       |     |     | 0-0 |     |
| Union de Philadelphie                                      | 1-3  | 1-0  | 0-1 | 3-1 | 2-1 | 2-1   | 2-3 |     | 4-0 | 3-0 |      | 1-2  | 0-1 |     |     | 1-0   | 0-3 |     |     |     |
| Sporting de Kansas City                                    | 0-1  | 1-2  | 2-1 | 0-0 | 0-2 | 3-0   | 1-1 | 2-1 |     | 2-0 | 2-0  |      |     | 1-1 |     | 0-0   |     |     |     | 2-1 |
| Toronto FC                                                 | 2-3  | 0-1  | 0-2 | 0-2 | 0-0 | 2-2   | 1-1 | 1-0 | 0-1 |     | 1-2  |      | 0-1 |     |     |       |     | 1-1 |     |     |
| - Victoire à domicile - Match nul - Victoire à l'extérieur |      |      |     |     |     |       |     |     |     |     |      |      |     |     |     |       |     |     |     |     |

## Play-offs

### Règlement
Pour les matchs de barrages, la quatrième équipe de la conférence Ouest recevra la cinquième de cette même conférence. Il en est de même pour la conférence Est.
Ce tour se déroule en un seul match, avec prolongations et tirs au but éventuels.
La meilleure équipe de chaque conférence affronte en demi-finale de conférence, l'équipe issue des barrages de sa conférence, l'autre demi-finale de chaque conférence mettant aux prises les équipes ayant fini deuxième et troisième en phase régulière.
Les demi-finales et finales de conférence, se déroulent par match aller-retour, avec match retour chez l'équipe la mieux classée.
En cas d'égalité de buts, une prolongation de deux périodes de 15 minutes a alors lieu.
S'il y a toujours égalité, une séance de tirs au but les départagera.
La finale MLS a lieu sur le terrain de la meilleure équipe en phase régulière.
Cette finale se déroule en un seul match, avec prolongations et tirs au but pour départager si nécessaire les équipes.

### Tableau
|  | Barrages                   | Barrages                   | Barrages                  | Barrages                  |                          |                          | Demi-finales de Conférence | Demi-finales de Conférence | Demi-finales de Conférence | Demi-finales de Conférence |  |  | Finales de Conférence | Finales de Conférence | Finales de Conférence | Finales de Conférence |  |  | MLS Cup 2012                          | MLS Cup 2012                          | MLS Cup 2012                          | MLS Cup 2012                          |
|  |                            |                            |                           |                           |                          |                          |                            |                            |                            |                            |  |  |                       |                       |                       |                       |  |  |                                       |                                       |                                       |                                       |
|  |                            |                            |                           |                           |                          |                          | 4 et 7 novembre            | 4 et 7 novembre            | 4 et 7 novembre            | 4 et 7 novembre            |  |  | 11 et 18 novembre     | 11 et 18 novembre     | 11 et 18 novembre     | 11 et 18 novembre     |  |  | 1 décembre, Home Depot Center, Carson | 1 décembre, Home Depot Center, Carson | 1 décembre, Home Depot Center, Carson | 1 décembre, Home Depot Center, Carson |
|  |                            |                            |                           |                           |                          |                          | 4 et 7 novembre            | 4 et 7 novembre            | 4 et 7 novembre            | 4 et 7 novembre            |  |  | 11 et 18 novembre     | 11 et 18 novembre     | 11 et 18 novembre     | 11 et 18 novembre     |  |  | 1 décembre, Home Depot Center, Carson | 1 décembre, Home Depot Center, Carson | 1 décembre, Home Depot Center, Carson | 1 décembre, Home Depot Center, Carson |
|  |                            |                            |                           |                           |                          |                          | 4 et 7 novembre            | 4 et 7 novembre            | 4 et 7 novembre            | 4 et 7 novembre            |  |  | 11 et 18 novembre     | 11 et 18 novembre     | 11 et 18 novembre     | 11 et 18 novembre     |  |  | 1 décembre, Home Depot Center, Carson | 1 décembre, Home Depot Center, Carson | 1 décembre, Home Depot Center, Carson | 1 décembre, Home Depot Center, Carson |
|  |                            |                            |                           |                           |                          |                          | 4 et 7 novembre            | 4 et 7 novembre            | 4 et 7 novembre            | 4 et 7 novembre            |  |  | 11 et 18 novembre     | 11 et 18 novembre     | 11 et 18 novembre     | 11 et 18 novembre     |  |  | 1 décembre, Home Depot Center, Carson | 1 décembre, Home Depot Center, Carson | 1 décembre, Home Depot Center, Carson | 1 décembre, Home Depot Center, Carson |
|  | E1 Sporting de Kansas City | E1 Sporting de Kansas City | 0                         | 1                         |                          |                          |                            |                            |                            |                            |  |  | 11 et 18 novembre     | 11 et 18 novembre     | 11 et 18 novembre     | 11 et 18 novembre     |  |  | 1 décembre, Home Depot Center, Carson | 1 décembre, Home Depot Center, Carson | 1 décembre, Home Depot Center, Carson | 1 décembre, Home Depot Center, Carson |
|  | E1 Sporting de Kansas City | E1 Sporting de Kansas City | 0                         | 1                         | 31 octobre 2012          |                          |                            |                            |                            |                            |  |  | 11 et 18 novembre     | 11 et 18 novembre     | 11 et 18 novembre     | 11 et 18 novembre     |  |  | 1 décembre, Home Depot Center, Carson | 1 décembre, Home Depot Center, Carson | 1 décembre, Home Depot Center, Carson | 1 décembre, Home Depot Center, Carson |
|  |                            |                            | E5 Dynamo de Houston      | E5 Dynamo de Houston      | 2                        | 0                        |                            |                            |                            |                            |  |  | 11 et 18 novembre     | 11 et 18 novembre     | 11 et 18 novembre     | 11 et 18 novembre     |  |  | 1 décembre, Home Depot Center, Carson | 1 décembre, Home Depot Center, Carson | 1 décembre, Home Depot Center, Carson | 1 décembre, Home Depot Center, Carson |
|  | E4 Fire de Chicago         | E4 Fire de Chicago         | E5 Dynamo de Houston      | E5 Dynamo de Houston      | 2                        | 0                        | 1                          | 1                          |                            |                            |  |  | 11 et 18 novembre     | 11 et 18 novembre     | 11 et 18 novembre     | 11 et 18 novembre     |  |  | 1 décembre, Home Depot Center, Carson | 1 décembre, Home Depot Center, Carson | 1 décembre, Home Depot Center, Carson | 1 décembre, Home Depot Center, Carson |
|  | E4 Fire de Chicago         | E4 Fire de Chicago         | 3 et 8 novembre           |                           |                          |                          | 1                          | 1                          |                            |                            |  |  | 11 et 18 novembre     | 11 et 18 novembre     | 11 et 18 novembre     | 11 et 18 novembre     |  |  | 1 décembre, Home Depot Center, Carson | 1 décembre, Home Depot Center, Carson | 1 décembre, Home Depot Center, Carson | 1 décembre, Home Depot Center, Carson |
|  | E5 Dynamo de Houston       | E5 Dynamo de Houston       | 2                         | 2                         |                          |                          |                            |                            |                            |                            |  |  | 11 et 18 novembre     | 11 et 18 novembre     | 11 et 18 novembre     | 11 et 18 novembre     |  |  | 1 décembre, Home Depot Center, Carson | 1 décembre, Home Depot Center, Carson | 1 décembre, Home Depot Center, Carson | 1 décembre, Home Depot Center, Carson |
|  | E5 Dynamo de Houston       | E5 Dynamo de Houston       | 2                         | 2                         | E5 Dynamo de Houston     | E5 Dynamo de Houston     | 3                          | 1                          |                            |                            |  |  |                       |                       |                       |                       |  |  | 1 décembre, Home Depot Center, Carson | 1 décembre, Home Depot Center, Carson | 1 décembre, Home Depot Center, Carson | 1 décembre, Home Depot Center, Carson |
|  |                            |                            |                           |                           | E5 Dynamo de Houston     | E5 Dynamo de Houston     | 3                          | 1                          |                            |                            |  |  |                       |                       |                       |                       |  |  | 1 décembre, Home Depot Center, Carson | 1 décembre, Home Depot Center, Carson | 1 décembre, Home Depot Center, Carson | 1 décembre, Home Depot Center, Carson |
|  |                            |                            | E2 D.C. United            | E2 D.C. United            | 1                        | 1                        |                            |                            |                            |                            |  |  |                       |                       |                       |                       |  |  | 1 décembre, Home Depot Center, Carson | 1 décembre, Home Depot Center, Carson | 1 décembre, Home Depot Center, Carson | 1 décembre, Home Depot Center, Carson |
|  |                            |                            |                           |                           | 1                        | 1                        |                            |                            |                            |                            |  |  |                       |                       |                       |                       |  |  | 1 décembre, Home Depot Center, Carson | 1 décembre, Home Depot Center, Carson | 1 décembre, Home Depot Center, Carson | 1 décembre, Home Depot Center, Carson |
|  |                            | 11 et 18 novembre          |                           |                           |                          |                          |                            |                            |                            |                            |  |  |                       |                       |                       |                       |  |  | 1 décembre, Home Depot Center, Carson | 1 décembre, Home Depot Center, Carson | 1 décembre, Home Depot Center, Carson | 1 décembre, Home Depot Center, Carson |
|  |                            |                            |                           |                           |                          |                          |                            |                            |                            |                            |  |  |                       |                       |                       |                       |  |  | 1 décembre, Home Depot Center, Carson | 1 décembre, Home Depot Center, Carson | 1 décembre, Home Depot Center, Carson | 1 décembre, Home Depot Center, Carson |
|  | E2 D.C. United             | E2 D.C. United             | 1                         | 1                         |                          |                          |                            |                            |                            |                            |  |  |                       |                       |                       |                       |  |  | 1 décembre, Home Depot Center, Carson | 1 décembre, Home Depot Center, Carson | 1 décembre, Home Depot Center, Carson | 1 décembre, Home Depot Center, Carson |
|  | E2 D.C. United             | E2 D.C. United             | 1                         | 1                         |                          |                          |                            |                            |                            |                            |  |  |                       |                       |                       |                       |  |  | 1 décembre, Home Depot Center, Carson | 1 décembre, Home Depot Center, Carson | 1 décembre, Home Depot Center, Carson | 1 décembre, Home Depot Center, Carson |
|  |                            |                            | E3 Red Bulls de New York  | E3 Red Bulls de New York  | 1                        | 0                        |                            |                            |                            |                            |  |  |                       |                       |                       |                       |  |  | 1 décembre, Home Depot Center, Carson | 1 décembre, Home Depot Center, Carson | 1 décembre, Home Depot Center, Carson | 1 décembre, Home Depot Center, Carson |
|  |                            |                            |                           |                           | 1                        | 0                        |                            |                            |                            |                            |  |  |                       |                       |                       |                       |  |  | 1 décembre, Home Depot Center, Carson | 1 décembre, Home Depot Center, Carson | 1 décembre, Home Depot Center, Carson | 1 décembre, Home Depot Center, Carson |
|  |                            | 4 et 7 novembre            |                           |                           |                          |                          |                            |                            |                            |                            |  |  |                       |                       |                       |                       |  |  | 1 décembre, Home Depot Center, Carson | 1 décembre, Home Depot Center, Carson | 1 décembre, Home Depot Center, Carson | 1 décembre, Home Depot Center, Carson |
|  |                            |                            |                           |                           |                          |                          |                            |                            |                            |                            |  |  |                       |                       |                       |                       |  |  | 1 décembre, Home Depot Center, Carson | 1 décembre, Home Depot Center, Carson | 1 décembre, Home Depot Center, Carson | 1 décembre, Home Depot Center, Carson |
|  | E5 Dynamo de Houston       | E5 Dynamo de Houston       | 1                         | 1                         |                          |                          |                            |                            |                            |                            |  |  |                       |                       |                       |                       |  |  |                                       |                                       |                                       |                                       |
|  | E5 Dynamo de Houston       | E5 Dynamo de Houston       | 1                         | 1                         |                          |                          |                            |                            |                            |                            |  |  |                       |                       |                       |                       |  |  |                                       |                                       |                                       |                                       |
|  |                            |                            | O4 Galaxy de Los Angeles  | O4 Galaxy de Los Angeles  | 3                        | 3                        |                            |                            |                            |                            |  |  |                       |                       |                       |                       |  |  |                                       |                                       |                                       |                                       |
|  |                            |                            |                           |                           | 3                        | 3                        |                            |                            |                            |                            |  |  |                       |                       |                       |                       |  |  |                                       |                                       |                                       |                                       |
|  |                            |                            |                           |                           |                          |                          |                            |                            |                            |                            |  |  |                       |                       |                       |                       |  |  |                                       |                                       |                                       |                                       |
|  |                            |                            |                           |                           |                          |                          |                            |                            |                            |                            |  |  |                       |                       |                       |                       |  |  |                                       |                                       |                                       |                                       |
|  | O1 Earthquakes de San José | O1 Earthquakes de San José | 1                         | 1                         |                          |                          |                            |                            |                            |                            |  |  |                       |                       |                       |                       |  |  |                                       |                                       |                                       |                                       |
|  | O1 Earthquakes de San José | O1 Earthquakes de San José | 1                         | 1                         | 1er novembre 2012        |                          |                            |                            |                            |                            |  |  |                       |                       |                       |                       |  |  |                                       |                                       |                                       |                                       |
|  |                            |                            | O4 Galaxy de Los Angeles  | O4 Galaxy de Los Angeles  | 0                        | 3                        |                            |                            |                            |                            |  |  |                       |                       |                       |                       |  |  |                                       |                                       |                                       |                                       |
|  | O4 Galaxy de Los Angeles   | O4 Galaxy de Los Angeles   | O4 Galaxy de Los Angeles  | O4 Galaxy de Los Angeles  | 0                        | 3                        | 2                          | 2                          |                            |                            |  |  |                       |                       |                       |                       |  |  |                                       |                                       |                                       |                                       |
|  | O4 Galaxy de Los Angeles   | O4 Galaxy de Los Angeles   | 2 et 8 novembre           |                           |                          |                          | 2                          | 2                          |                            |                            |  |  |                       |                       |                       |                       |  |  |                                       |                                       |                                       |                                       |
|  | O5 Whitecaps de Vancouver  | O5 Whitecaps de Vancouver  | 1                         | 1                         |                          |                          |                            |                            |                            |                            |  |  |                       |                       |                       |                       |  |  |                                       |                                       |                                       |                                       |
|  | O5 Whitecaps de Vancouver  | O5 Whitecaps de Vancouver  | 1                         | 1                         | O4 Galaxy de Los Angeles | O4 Galaxy de Los Angeles | 3                          | 1                          |                            |                            |  |  |                       |                       |                       |                       |  |  |                                       |                                       |                                       |                                       |
|  |                            |                            |                           |                           | O4 Galaxy de Los Angeles | O4 Galaxy de Los Angeles | 3                          | 1                          |                            |                            |  |  |                       |                       |                       |                       |  |  |                                       |                                       |                                       |                                       |
|  |                            |                            | O3 Sounders FC de Seattle | O3 Sounders FC de Seattle | 0                        | 2                        |                            |                            |                            |                            |  |  |                       |                       |                       |                       |  |  |                                       |                                       |                                       |                                       |
|  |                            |                            |                           |                           | 0                        | 2                        |                            |                            |                            |                            |  |  |                       |                       |                       |                       |  |  |                                       |                                       |                                       |                                       |
|  |                            |                            |                           |                           |                          |                          |                            |                            |                            |                            |  |  |                       |                       |                       |                       |  |  |                                       |                                       |                                       |                                       |
|  |                            |                            |                           |                           |                          |                          |                            |                            |                            |                            |  |  |                       |                       |                       |                       |  |  |                                       |                                       |                                       |                                       |
|  | O2 Real Salt Lake          | O2 Real Salt Lake          | 0                         | 0                         |                          |                          |                            |                            |                            |                            |  |  |                       |                       |                       |                       |  |  |                                       |                                       |                                       |                                       |
|  | O2 Real Salt Lake          | O2 Real Salt Lake          | 0                         | 0                         |                          |                          |                            |                            |                            |                            |  |  |                       |                       |                       |                       |  |  |                                       |                                       |                                       |                                       |
|  |                            |                            | O3 Sounders FC de Seattle | O3 Sounders FC de Seattle | 0                        | 1                        |                            |                            |                            |                            |  |  |                       |                       |                       |                       |  |  |                                       |                                       |                                       |                                       |
|  |                            |                            |                           |                           | 0                        | 1                        |                            |                            |                            |                            |  |  |                       |                       |                       |                       |  |  |                                       |                                       |                                       |                                       |
|  |                            |                            |                           |                           |                          |                          |                            |                            |                            |                            |  |  |                       |                       |                       |                       |  |  |                                       |                                       |                                       |                                       |
|  |                            |                            |                           |                           |                          |                          |                            |                            |                            |                            |  |  |                       |                       |                       |                       |  |  |                                       |                                       |                                       |                                       |
|  |                            |                            |                           |                           |                          |                          |                            |                            |                            |                            |  |  |                       |                       |                       |                       |  |  |                                       |                                       |                                       |                                       |
|  |                            |                            |                           |                           |                          |                          |                            |                            |                            |                            |  |  |                       |                       |                       |                       |  |  |                                       |                                       |                                       |                                       |

### Résultats

#### Tour préliminaire
| 31 octobre 2012 | Fire de Chicago | 1 - 2 | Dynamo de Houston                              |                                                                           |                                                                           |
|                 | · Alex 83e      |       | 12e Bruin · 46e Bruin · 67e Davis · 90+1e Hall | Toyota Park, Bridgeview Spectateurs : 10 923 Arbitrage : Baldomero Toledo | Toyota Park, Bridgeview Spectateurs : 10 923 Arbitrage : Baldomero Toledo |
|                 | Rapport         |       |                                                | Toyota Park, Bridgeview Spectateurs : 10 923 Arbitrage : Baldomero Toledo | Toyota Park, Bridgeview Spectateurs : 10 923 Arbitrage : Baldomero Toledo |

| 1er novembre 2012 | Galaxy de Los Angeles                                       | 2 - 1 | Whitecaps de Vancouver                        |                                                                            |                                                                            |
|                   | · Juninho 43e · Magee 69e · Donovan 73e (pen.) · Sarvas 87e |       | 3e Mattocks · 71e Bonjour · 72e Lee Young-pyo | Home Depot Center, Carson Spectateurs : 14 703 Arbitrage : Silviu Petrescu | Home Depot Center, Carson Spectateurs : 14 703 Arbitrage : Silviu Petrescu |
|                   | Rapport                                                     |       |                                               | Home Depot Center, Carson Spectateurs : 14 703 Arbitrage : Silviu Petrescu | Home Depot Center, Carson Spectateurs : 14 703 Arbitrage : Silviu Petrescu |

#### Demi-finales de conférence

##### Est
L'ordre des matchs entre D.C. United et les Red Bulls de New York est inversé à cause de l'Ouragan Sandy. Le match retour de cette confrontation est reporté du 7 au 8 novembre pour cause de blizzard.
| 3 novembre 2012 | D.C. United                    | 1 - 1 | Red Bulls de New York                   |                                                                                              |                                                                                              |
|                 | · Miller 61e (csc) · Najar 71e |       | 23e Lade · 65e (csc) Hamid · 75e Pearce | Robert F. Kennedy Memorial Stadium, Washington Spectateurs : 17 556 Arbitrage : Jair Marrufo | Robert F. Kennedy Memorial Stadium, Washington Spectateurs : 17 556 Arbitrage : Jair Marrufo |
|                 | Rapport                        |       |                                         | Robert F. Kennedy Memorial Stadium, Washington Spectateurs : 17 556 Arbitrage : Jair Marrufo | Robert F. Kennedy Memorial Stadium, Washington Spectateurs : 17 556 Arbitrage : Jair Marrufo |

| 8 novembre 2012 | Red Bulls de New York     | 0 - 1 | D.C. United                          |                                                                       |                                                                       |
|                 | Márquez 61e · Márquez 75e |       | · 69e Hamid · 71e Pajoy · 88e DeLeon | Red Bull Arena, Harrison Spectateurs : 14 035 Arbitrage : Mark Geiger | Red Bull Arena, Harrison Spectateurs : 14 035 Arbitrage : Mark Geiger |
|                 | Rapport                   |       |                                      | Red Bull Arena, Harrison Spectateurs : 14 035 Arbitrage : Mark Geiger | Red Bull Arena, Harrison Spectateurs : 14 035 Arbitrage : Mark Geiger |

D.C. United se qualifie sur un score cumulé de 2-1.
| 4 novembre 2012 | Dynamo de Houston                                | 2 - 0 | Sporting de Kansas City |                                                                                |                                                                                |
|                 | Moffat 18e · Carr 27e · Sarkodie 73e · Bruin 75e |       | · 42e Kamara            | BBVA Compass Stadium, Houston Spectateurs : 20 689 Arbitrage : Edvin Jurisevic | BBVA Compass Stadium, Houston Spectateurs : 20 689 Arbitrage : Edvin Jurisevic |
|                 | Rapport                                          |       |                         | BBVA Compass Stadium, Houston Spectateurs : 20 689 Arbitrage : Edvin Jurisevic | BBVA Compass Stadium, Houston Spectateurs : 20 689 Arbitrage : Edvin Jurisevic |

| 7 novembre 2012 | Sporting de Kansas City            | 1 - 0 | Dynamo de Houston       |                                                                                      |                                                                                      |
|                 | Zusi 26e · Myers 56e · Sinovic 64e |       | · 41e García · 84e Ashe | Livestrong Sporting Park, Kansas City Spectateurs : 20 894 Arbitrage : Allen Chapman | Livestrong Sporting Park, Kansas City Spectateurs : 20 894 Arbitrage : Allen Chapman |
|                 | Rapport                            |       |                         | Livestrong Sporting Park, Kansas City Spectateurs : 20 894 Arbitrage : Allen Chapman | Livestrong Sporting Park, Kansas City Spectateurs : 20 894 Arbitrage : Allen Chapman |

Le Dynamo de Houston se qualifie sur un score cumulé de 2-1.

##### Ouest
| 2 novembre 2012 | Sounders FC de Seattle  | 0 - 0 | Real Salt Lake                |                                                                             |                                                                             |
|                 | Parke 45+2e · Evans 54e |       | · 53e Beckerman · 56e Morales | CenturyLink Field, Seattle Spectateurs : 34 941 Arbitrage : Hilario Grajeda | CenturyLink Field, Seattle Spectateurs : 34 941 Arbitrage : Hilario Grajeda |
|                 | Rapport                 |       |                               | CenturyLink Field, Seattle Spectateurs : 34 941 Arbitrage : Hilario Grajeda | CenturyLink Field, Seattle Spectateurs : 34 941 Arbitrage : Hilario Grajeda |

| 8 novembre 2012 | Real Salt Lake | 0 - 1 | Sounders FC de Seattle    |                                                                       |                                                                       |
|                 |                |       | 51e Alonso · 81e Martínez | Rio Tinto Stadium, Sandy Spectateurs : 19 657 Arbitrage : Chris Penso | Rio Tinto Stadium, Sandy Spectateurs : 19 657 Arbitrage : Chris Penso |
|                 | Rapport        |       |                           | Rio Tinto Stadium, Sandy Spectateurs : 19 657 Arbitrage : Chris Penso | Rio Tinto Stadium, Sandy Spectateurs : 19 657 Arbitrage : Chris Penso |

Le Sounders FC de Seattle se qualifie sur un score cumulé de 1-0.
| 4 novembre 2012 | Galaxy de Los Angeles | 0 - 1 | Earthquakes de San José      |                                                                            |                                                                            |
|                 |                       |       | 17e Chávez · 90+4e Bernárdez | Home Depot Center, Carson Spectateurs : 27 000 Arbitrage : Ricardo Salazar | Home Depot Center, Carson Spectateurs : 27 000 Arbitrage : Ricardo Salazar |
|                 | Rapport               |       |                              | Home Depot Center, Carson Spectateurs : 27 000 Arbitrage : Ricardo Salazar | Home Depot Center, Carson Spectateurs : 27 000 Arbitrage : Ricardo Salazar |

| 7 novembre 2012 | Earthquakes de San José                 | 1 - 3 | Galaxy de Los Angeles                                            |                                                                             |                                                                             |
|                 | Bernardez 4e · Lenhart 42e · Gordon 82e |       | · 17e Beckham · 21e Keane · 34e Keane · 39e Magee · 41e González | Buck Shaw Stadium, Santa Clara Spectateurs : 10 744 Arbitrage : Kevin Stott | Buck Shaw Stadium, Santa Clara Spectateurs : 10 744 Arbitrage : Kevin Stott |
|                 | Rapport                                 |       |                                                                  | Buck Shaw Stadium, Santa Clara Spectateurs : 10 744 Arbitrage : Kevin Stott | Buck Shaw Stadium, Santa Clara Spectateurs : 10 744 Arbitrage : Kevin Stott |

Le Galaxy de Los Angeles se qualifie sur un score cumulé de 3-2.

#### Finales de conférence

##### Est
Le match retour de la demi-finale de conférence entre les Red Bulls de New York et D.C. United étant reporté du 7 au 8 novembre pour cause de blizzard, la finale de conférence aller est décalée du 10 au 11 novembre.
| 11 novembre 2012 | Dynamo de Houston                                      | 3 - 1 | D.C. United |                                                                                |                                                                                |
|                  | · Hainault 51e · Bruin 68e · Kandji 76e · Sarkodie 81e |       | 27e DeLeon  | BBVA Compass Stadium, Houston Spectateurs : 22 101 Arbitrage : Ricardo Salazar | BBVA Compass Stadium, Houston Spectateurs : 22 101 Arbitrage : Ricardo Salazar |
|                  | Rapport                                                |       |             | BBVA Compass Stadium, Houston Spectateurs : 22 101 Arbitrage : Ricardo Salazar | BBVA Compass Stadium, Houston Spectateurs : 22 101 Arbitrage : Ricardo Salazar |

| 18 novembre 2012 | D.C. United    | 1 - 1 | Dynamo de Houston |                                                                                                  |                                                                                                  |
|                  | · Bošković 83e |       | 33e García        | Robert F. Kennedy Memorial Stadium, Washington Spectateurs : 20 015 Arbitrage : Baldomero Toledo | Robert F. Kennedy Memorial Stadium, Washington Spectateurs : 20 015 Arbitrage : Baldomero Toledo |
|                  | Rapport        |       |                   | Robert F. Kennedy Memorial Stadium, Washington Spectateurs : 20 015 Arbitrage : Baldomero Toledo | Robert F. Kennedy Memorial Stadium, Washington Spectateurs : 20 015 Arbitrage : Baldomero Toledo |

Le Dynamo de Houston se qualifie sur un score cumulé de 4-2.

##### Ouest
| 11 novembre 2012 | Galaxy de Los Angeles               | 3 - 0 | Sounders FC de Seattle |                                                                         |                                                                         |
|                  | · Keane 46e · Magee 64e · Keane 67e |       | 14e Hurtado            | Home Depot Center, Carson Spectateurs : 27 000 Arbitrage : Jair Marrufo | Home Depot Center, Carson Spectateurs : 27 000 Arbitrage : Jair Marrufo |
|                  | Rapport                             |       |                        | Home Depot Center, Carson Spectateurs : 27 000 Arbitrage : Jair Marrufo | Home Depot Center, Carson Spectateurs : 27 000 Arbitrage : Jair Marrufo |

| 18 novembre 2012 | Sounders FC de Seattle                                            | 2 - 1 | Galaxy de Los Angeles |                                                                         |                                                                         |
|                  | Johnson 12e · Scott 57e · Johnson 68e · Alonso 74e · Alonso 90+5e |       | · 68e (pen.) Keane    | CenturyLink Field, Seattle Spectateurs : 44 575 Arbitrage : Mark Geiger | CenturyLink Field, Seattle Spectateurs : 44 575 Arbitrage : Mark Geiger |
|                  | Rapport                                                           |       |                       | CenturyLink Field, Seattle Spectateurs : 44 575 Arbitrage : Mark Geiger | CenturyLink Field, Seattle Spectateurs : 44 575 Arbitrage : Mark Geiger |

Le Galaxy de Los Angeles se qualifie sur un score cumulé de 4-2.

#### Finale de la MLS 2012
| 1er décembre 2012 | Galaxy de Los Angeles                                                    | 3 - 1 | Dynamo de Houston                   | Home Depot Center, Carson                        |                                                  |
|                   | · Gonzalez 60e · Donovan 65e (pen.) · Donovan 90+2e · Keane 90+4e (pen.) |       | 44e Carr · 64e Boswell · 90+3e Hall | Spectateurs : 30 510 Arbitrage : Silviu Petrescu | Spectateurs : 30 510 Arbitrage : Silviu Petrescu |
|                   | Rapport                                                                  |       |                                     | Spectateurs : 30 510 Arbitrage : Silviu Petrescu | Spectateurs : 30 510 Arbitrage : Silviu Petrescu |

## Leaders statistiques (saison régulière)

### Classement des buteurs Budweiser Golden Boot
Source: MLS
| Rang | Joueur            | Club                                 | Buts | Passes | Minutes |
| ---- | ----------------- | ------------------------------------ | ---- | ------ | ------- |
| 1    | Chris Wondolowski | Earthquakes de San José              | 27   | 7      | 2813    |
| 2    | Kenny Cooper      | Red Bulls de New York                | 18   | 3      | 2505    |
| 3    | Alvaro Saborio    | Real Salt Lake                       | 17   | 3      | 2390    |
| 4    | Robbie Keane      | Galaxy de Los Angeles                | 16   | 9      | 2519    |
| 5    | Thierry Henry     | New York Red Bulls                   | 15   | 12     | 2108    |
| 6    | Eddie Johnson     | Sounders FC de Seattle               | 14   | 3      | 2120    |
| 7    | Fredy Montero     | Sounders FC de Seattle               | 13   | 8      | 2576    |
| 8    | Gordon            | Earthquakes de San José              | 13   | 7      | 1297    |
| 9    | Chris Pontius     | D.C. United                          | 12   | 4      | 2339    |
| 10   | Will Bruin        | Dynamo de Houston                    | 12   | 4      | 2510    |
| 11   | Kei Kamara        | Sporting de Kansas City              | 11   | 8      | 2871    |
| 12   | Saër Sène         | Revolution de la Nouvelle-Angleterre | 11   | 3      | 1934    |

### Classement des passeurs
Source: MLS
| Rang | Joueur            | Club                    | Passes |
| ---- | ----------------- | ----------------------- | ------ |
| 1    | Graham Zusi       | Sporting de Kansas City | 15     |
| 2    | Landon Donovan    | Galaxy de Los Angeles   | 14     |
| 3    | Marvin Chavez     | Earthquakes de San José | 13     |
| 4    | Mauro Rosales     | Sounders FC de Seattle  | 13     |
| 5    | Brad Davis        | Dynamo de Houston       | 12     |
| 5    | Dwayne De Rosario | D.C. United             | 12     |
| 5    | Thierry Henry     | New York Red Bulls      | 12     |
| 8    | Felipe Martins    | Impact de Montréal      | 10     |
| 9    | David Beckham     | Galaxy de Los Angeles   | 9      |
| 9    | David Ferreira    | FC Dallas               | 9      |
| 9    | Robbie Keane      | Galaxy de Los Angeles   | 9      |
| 9    | Javier Morales    | Real Salt Lake          | 9      |

### Classement des gardiens
Il faut avoir joué 1000 minutes pour être classé.
| Rang | Gardien           | Club                    | BE/M | AR  | BC | Min  | J  | CS |
| ---- | ----------------- | ----------------------- | ---- | --- | -- | ---- | -- | -- |
| 1    | Michael Gspurning | Sounders FC de Seattle  | 0.73 | 59  | 15 | 1845 | 21 | 8  |
| 2    | Jimmy Nielsen     | Sporting de Kansas City | 0.79 | 77  | 27 | 3060 | 34 | 15 |
| 3    | Bill Hamid        | D.C. United             | 1.03 | 88  | 24 | 2087 | 24 | 8  |
| 4    | Nick Rimando      | Real Salt Lake          | 1.06 | 83  | 33 | 2790 | 31 | 12 |
| 5    | Tally Hall        | Dynamo de Houston       | 1.19 | 88  | 39 | 2946 | 33 | 12 |
| 6    | Sean Johnson      | Fire de Chicago         | 1.24 | 108 | 38 | 2766 | 31 | 5  |
| 7    | Andy Gruenebaum   | Crew de Columbus        | 1.26 | 124 | 41 | 2920 | 33 | 8  |
| 8    | Jon Busch         | Earthquakes de San José | 1.27 | 77  | 40 | 2835 | 32 | 7  |
| 9    | Josh Saunders     | Galaxy de Los Angeles   | 1.33 | 80  | 36 | 2430 | 27 | 9  |
| 9    | Bill Gaudette     | Red Bulls de New York   | 1.33 | 38  | 20 | 1350 | 15 | 3  |

## Récompenses individuelles

### Récompenses annuelles
| Trophée                            | Joueur            | Club                                 |
| ---------------------------------- | ----------------- | ------------------------------------ |
| Meilleur joueur (saison régulière) | Chris Wondolowski | Earthquakes de San José              |
| Meilleur joueur (finale MLS)       | Omar Gonzalez     | Galaxy de Los Angeles                |
| Meilleur buteur                    | Chris Wondolowski | Earthquakes de San José              |
| Meilleur défenseur                 | Matt Besler       | Sporting de Kansas City              |
| Meilleur gardien                   | Jimmy Nielsen     | Sporting de Kansas City              |
| Meilleur rookie                    | Austin Berry      | Fire de Chicago                      |
| Meilleur entraîneur                | Frank Yallop      | Earthquakes de San José              |
| Meilleur come-back                 | Eddie Johnson     | Sounders FC de Seattle               |
| Meilleur nouveau venu              | Federico Higuaín  | Crew de Columbus                     |
| Meilleur arbitre                   | Silviu Petrescu   |                                      |
| Meilleur arbitre assistant         | Ian Anderson      |                                      |
| Meilleur but                       | Patrick Ianni     | Sounders FC de Seattle               |
| Meilleur arrêt                     | Nick Rimando      | Real Salt Lake                       |
| Trophée du fair-play (joueur)      | Logan Pause       | Fire de Chicago                      |
| Trophée du fair-play (équipe)      |                   | Revolution de la Nouvelle-Angleterre |
| Action humanitaire de l'année      | Chris Seitz       | FC Dallas                            |

### Récompenses mensuelles

#### Joueur du mois
| Mois      |                   |                         |       |
| Mois      | Joueur            | Club                    | Lien  |
| --------- | ----------------- | ----------------------- | ----- |
| Mars      | Thierry Henry     | Red Bulls de New York   | 5B 3P |
| Avril     | Chris Wondolowski | Earthquakes de San José | 4B 2P |
| Mai       | Dwayne De Rosario | D.C. United             | 4B 3P |
| Juin      | Chris Wondolowski | Earthquakes de San José | 3B    |
| Juillet   | Robbie Keane      | Galaxy de Los Angeles   | 5B 4P |
| Août      | Patrice Bernier   | Impact de Montréal      | 3B 3P |
| Septembre | Chris Wondolowski | Earthquakes de San José | 4B 2P |
| Octobre   | Chris Wondolowski | Earthquakes de San José | 5B    |

B=Buts; P=Passes

#### Action humanitaire du mois
| Mois      |                   |                         |                        |
| Mois      | Joueur            | Club                    | Lien                   |
| --------- | ----------------- | ----------------------- | ---------------------- |
| Avril     | Matt Besler       | Sporting de Kansas City | April humanitarian     |
| Mai       | Roger Levesque    | Sounders FC de Seattle  | May humanitarian       |
| Juin      | Geoff Cameron     | Dynamo de Houston       | June humanitarian      |
| Juillet   | Joe Bendik        | Timbers de Portland     | July humanitarian      |
| Août      | Brad Davis        | Dynamo de Houston       | August humanitarian    |
| Septembre | Dan Kennedy       | Chivas USA              | September humanitarian |
| Octobre   | Servando Carrasco | Sounders FC de Seattle  | October humanitarian   |

### Récompenses hebdomadaires
Sources : 2012 AT&T Goal of the Week Winners, 2012 MLS Save of the Week
| Semaine        | Joueur de la semaine | Joueur de la semaine                 | AT&T But de la semaine | AT&T But de la semaine               | Arrêt de la semaine | Arrêt de la semaine                  |
| Semaine        | Joueur               | Club                                 | Joueur                 | Club                                 | Joueur              | Club                                 |
| -------------- | -------------------- | ------------------------------------ | ---------------------- | ------------------------------------ | ------------------- | ------------------------------------ |
| Semaine 1      | Kalif Alhassan       | Timbers de Portland                  | Kris Boyd              | Timbers de Portland                  | Nick Rimando        | Real Salt Lake                       |
| Semaine 2      | David Estrada        | Sounders FC de Seattle               | Ryan Johnson           | Toronto FC                           | Joe Cannon          | Whitecaps de Vancouver               |
| Semaine 3      | Thierry Henry        | Red Bulls de New York                | Thierry Henry          | Red Bulls de New York                | Joe Cannon          | Whitecaps de Vancouver               |
| Semaine 4      | Thierry Henry        | Red Bulls de New York                | Darlington Nagbe       | Timbers de Portland                  | Paolo Tornaghi      | Fire de Chicago                      |
| Semaine 5      | Thierry Henry        | Red Bulls de New York                | Álvaro Saborío         | Real Salt Lake                       | Donovan Ricketts    | Impact de Montreal                   |
| Semaine 6      | Dan Kennedy          | Chivas USA                           | David Beckham          | Galaxy de Los Angeles                | Nick Rimando        | Real Salt Lake                       |
| Semaine 7      | Chris Pontius        | D.C. United                          | Kyle Beckerman         | Real Salt Lake                       | Jimmy Nielsen       | Sporting de Kansas City              |
| Semaine 8      | Steven Lenhart       | Earthquakes de San José              | Marco Pappa            | Fire de Chicago                      | Nick Rimando        | Real Salt Lake                       |
| Semaine 9      | Chris Wondolowski    | Earthquakes de San José              | Fredy Montero          | Sounders FC de Seattle               | Nick Rimando        | Real Salt Lake                       |
| Semaine 10     | Lee Nguyen           | Revolution de la Nouvelle-Angleterre | David Beckham          | Galaxy de Los Angeles                | Sean Johnson        | Fire de Chicago                      |
| Semaine 11     | Dwayne De Rosario    | D.C. United                          | Fredy Montero          | Sounders FC de Seattle               | Andy Gruenebaum     | Crew de Columbus                     |
| Semaine 12     | Emilio Rentería      | Crew de Columbus                     | C. J. Sapong           | Sporting de Kansas City              | Troy Perkins        | Timbers de Portland                  |
| Semaines 13-15 | Patrice Bernier      | Impact de Montréal                   | Júlio César            | Sporting de Kansas City              | Jimmy Nielsen       | Sporting de Kansas City              |
| Semaine 16     | Landon Donovan       | Galaxy de Los Angeles                | Patrick Ianni          | Seattle Sounders                     | Jason Hernandez     | Earthquakes de San José              |
| Semaine 17     | Danny Koevermans     | Toronto FC                           | Chris Wondolowski      | Earthquakes de San José              | Josh Saunders       | Galaxy de Los Angeles                |
| Semaine 18     | Álvaro Saborío       | Real Salt Lake                       | Jack McInerney         | Union de Philadelphie                | Jimmy Nielsen       | Sporting de Kansas City              |
| Semaine 19     | Chris Wondolowski    | Earthquakes de San José              | David Beckham          | Galaxy de Los Angeles                | Jimmy Nielsen       | Sporting de Kansas City              |
| Semaine 20     | Calen Carr           | Dynamo de Houston                    | Jose Villarreal        | Galaxy de Los Angeles                | Matt Reis           | Revolution de la Nouvelle-Angleterre |
| Semaine 21     | Jairo Arrieta        | Crew de Columbus                     | Saër Sène              | Revolution de la Nouvelle-Angleterre | Sean Johnson        | Fire de Chicago                      |
| Semaine 22     | Eddie Johnson        | Seattle Sounders                     | Felipe Martins         | Impact de Montreal                   | Kevin Hartman       | FC Dallas                            |
| Semaine 23     | Landon Donovan       | Galaxy de Los Angeles                | Sanna Nyassi           | Impact de Montreal                   | Troy Perkins        | Impact de Montreal                   |
| Semaine 24     | David Ferreira       | FC Dallas                            | Lamar Neagle           | Impact de Montreal                   | Donovan Ricketts    | Timbers de Portland                  |
| Semaine 25     | Federico Higuaín     | Crew de Columbus                     | Marco Di Vaio          | Impact de Montreal                   | Steven Smith        | Timbers de Portland                  |
| Semaine 26     | Federico Higuaín     | Crew de Columbus                     | David Beckham          | Galaxy de Los Angeles                | Matt Pickens        | Rapids du Colorado                   |
| Semaine 27     | Eddie Johnson        | Sounders FC de Seattle               | Eddie Johnson          | Sounders FC de Seattle               | Nick Rimando        | Real Salt Lake                       |
| Semaine 28     | Sean Johnson         | Fire de Chicago                      | Fredy Montero          | Sounders FC de Seattle               | Marcelo Sarvas      | Galaxy de Los Angeles                |
| Semaine 29     | Chris Wondolowski    | Earthquakes de San José              | Javier Morales         | Real Salt Lake                       | Nick Rimando        | Real Salt Lake                       |
| Semaine 30     | Chris Wondolowski    | Earthquakes de San José              | Álvaro Saborío         | Real Salt Lake                       | Nick Rimando        | Real Salt Lake                       |
| Semaine 31     | Thierry Henry        | New York Red Bulls                   | Robbie Keane           | Galaxy de Los Angeles                | Jimmy Nielsen       | Sporting de Kansas City              |
| Semaine 32     | Chris Wondolowski    | Earthquakes de San José              | Jack Jewsbury          | Timbers de Portland                  | Jimmy Nielsen       | Sporting de Kansas City              |
| Semaine 33     | Brad Evans           | Sounders FC de Seattle               | Jacob Peterson         | Sporting de Kansas City              |                     |                                      |
| Semaine 34     | Kenny Cooper         | Red Bulls de New York                |                        |                                      |                     |                                      |

## Bilan
| Major League Soccer 2012                                           |                                  |
| Champion                                                           | Galaxy de Los Angeles (4e titre) |
| Play-offs (équipes qualifiées pour les demi-finales de conférence) | Earthquakes de San José          |
| Play-offs (équipes qualifiées pour les demi-finales de conférence) | Sporting de Kansas City          |
| Play-offs (équipes qualifiées pour les demi-finales de conférence) | D.C. United                      |
| Play-offs (équipes qualifiées pour les demi-finales de conférence) | Real Salt Lake                   |
| Play-offs (équipes qualifiées pour les demi-finales de conférence) | Red Bulls de New York            |
| Play-offs (équipes qualifiées pour les demi-finales de conférence) | Sounders FC de Seattle           |
| Play-offs (équipes qualifiées pour les demi-finales de conférence) | Galaxy de Los Angeles            |
| Play-offs (équipes qualifiées pour les demi-finales de conférence) | Dynamo de Houston                |
| Coupes et trophées                                                 |                                  |
| Vainqueur de la Coupe des États-Unis 2012                          | Sporting de Kansas City          |
| Qualifications continentales                                       |                                  |
| Ligue des champions de la CONCACAF 2013-2014 (phase de groupe)     | Galaxy de Los Angeles            |
| Ligue des champions de la CONCACAF 2013-2014 (phase de groupe)     | Dynamo de Houston                |
| Ligue des champions de la CONCACAF 2013-2014 (phase de groupe)     | Sporting de Kansas City          |
| Ligue des champions de la CONCACAF 2013-2014 (phase de groupe)     | Earthquakes de San José          |